# Francis Hueffer
Francis Hueffer, eigentlich Franz Carl Christoph Johann Hüffer (* 23. Mai 1845 in Münster; † 19. Januar 1889 in London, England), war ein deutsch-englischer Musikschriftsteller und Musikkritiker.

## Leben und  Wirken
Franz Carl Christoph Johann Hüffer stammte aus einer seit Generationen in Münster ansässigen Familie. Er war ein Sohn des Verlegers und Oberbürgermeisters von Münster Johann Hermann Hüffer und dessen zweiter Ehefrau Julia Hüffer, geb. Kaufmann. (Halb-)Brüder waren unter anderem der Mitbegründer der Zentrumspartei, Alfred Hüffer, der Gründer der Hüfferstiftung, Wilhelm Hüffer (1821–1895), sowie der Jurist und Historiker Hermann Hüffer (1830–1905). Ein Onkel mütterlicherseits war der spätere Oberbürgermeister von Bonn Leopold Kaufmann.
Nach seinem Abitur am Gymnasium Paulinum studierte Franz Hüffer zunächst an der Königlich Katholischen Akademie in Münster, dann an den Universitäten von Berlin, Leipzig und Göttingen. Dort wurde er 1869 mit einer Arbeit über den Troubadour Guillem de Cabestanh zum Dr. phil. promoviert. Im selben Jahr übersiedelte er nach London, wo er Mitarbeiter führender englischer Zeitungen, wie dem North British Review, dem Fortnightly Review oder der Academy wurde. 1872 heirateten Francis Hueffer und die Malerin Catherine Madox Brown, eine jüngere Tochter des Historienmalers Ford Madox Brown. Der Ehe entstammen auch die späteren Schriftsteller Ford Madox Ford, Oliver Madox Hueffer und Juliet Soskice.
Seit 1878 war Hueffer als Musikkritiker der Times tätig. Durch diese berufliche Tätigkeit konnte er die Rezeption von Musik in Großbritannien beeinflussen. Er war Anhänger Richard Wagners und Franz Liszts und übersetzte deren Briefwechsel. Außerdem redigierte er die Künstlerbiographien Great Musicians und verfasste Operntextbücher zu Alexander Mackenzie und Frederic Hymen Cowen. 1882 nahm er die britische Staatsbürgerschaft an. Nach kurzer Krankheit starb Francis Hueffer am 19. Januar 1889.

## Veröffentlichungen (Auswahl)
- Richard Wagner and the Music of the future. 1874.
- The Troubadours; a history of provençal life and litterature in the middle Ages. 1878.
- Musical Studies. A & C Black, London 1880.
- Italian and Other Studies. Elliot Stock, London 1883.
- Zusammen mit William Morris: A Selection from the poems. 1886.
- Half a century of English Music in England: 1837–1887. Essays Towards a History. 1889.
- Richard Wagner. Sampson Low Marston Searle & Rivington, London 1890.